# NGC 6334
NGC 6334, engl. manchmal auch Cat’s Paw Nebula (zu dt. Katzenpfotennebel) oder selten Bear Claw Nebula (zu dt. Bärenklauennebel) genannt, ist ein Emissionsnebel im Sternbild Skorpion. Er ist etwa 5700 Lichtjahre vom Sonnensystem entfernt und hat einen Durchmesser von geschätzten 50 Lichtjahren. Das Objekt ist eines der aktivsten Sternentstehungsgebiete unserer Galaxis und enthält Sterne mit bis zur zehnfachen Sonnenmasse, die in den letzten paar Millionen Jahren entstanden.

## Entdeckung
John Herschel entdeckte den Nebel am 7. Juni 1837 am Kap der guten Hoffnung und notierte ihn unter der Bezeichnung h 3678. Im später von Herschel verfassten General Catalogue trägt der Emissionsnebel das Kürzel GC 4288 und in dem darauf aufbauenden New General Catalogue von Johan Ludvig Emil Dreyer ist der Katzenpfotennebel unter NGC 6334 verzeichnet.

## Erforschung
Eingehende fotografische Untersuchungen zusammen mit einer Charakterisierung durch Hα-Emmisionen als HII-Gebiet erfolgten in den 1940er und 1950er Jahren durch Rudolph Minkowski, Colin Stanley Gum und Eric Mervyn Lindsay.
Radioteleskopische Beobachtungen ab den 1960er Jahren zeigten das Vorkommen verschiedener Moleküle wie OH, CS, HCN, CO, NH, und H2O, letzteres durch MASER-Strahlung, was Anfang der 1980er Jahre als Indiz für eine intensive Sternentstehung gedeutet wurde. Beobachtungen im Wellenlängenbereich 20–155 µm des fernen Infrarot mithilfe eines ballongetragenen Teleskops – diese Strahlung durchdringt die untere Erdatmosphäre nicht – in den 1970er und 1980er Jahren stützte diese These und gaben genaueren Aufschluss, beispielsweise wurde die Gesamtleuchtkraft mit dem 1.9e6 der Sonnenleuchtkraft, die gesamte Masse des Wasserstoffs mit dem 1.15e5-fachen der Sonnenmasse, und die Gesamtgasmasse unter Einbeziehung von Helium dann auf 1.6e5 bestimmt, und somit ein Leuchtkraft/Massenverhältnis von 12 und eine Sternentstehungseffizienz von 20–40 %.
Aufnahmen der Submillimeter-Emission des Nebels mit dem hochgelegenen Radioteleskop APEX und dem Herschel-Weltraumteleskop bestätigen die Theorie der Sternentstehung durch Bildung von Filamenten in einem ersten Schritt und deren Auseinanderbrechen und gravitative Verklumpung zu Sternen in einem zweiten Schritt bei der Entstehung massearmer Sterne und legen den gleichen Mechanismus bei massereichen Sternen nahe. Nachfolgende Untersuchungen des Nebels mit dem Atacama Large Millimeter/submillimeter Array scheinen jedoch nicht mit den etablierten Modellen zur Entstehung massereicher Sterne in Einklang zu stehen.
Die Entfernung von NGC 6334 zu unserem Sonnensystem wurde im Jahr 1978 photometrisch mit 1,74 Kiloparsec, in den 2010er Jahren anhand der MASER mit 1,35 Kiloparsec und gestützt auf Sterncluster mit 1,75 Kiloparsec ermittelt. Im Jahr 2020 konnte mithilfe des auf Parallaxentriangulation spezialisierten Satelliten Gaia die Entfernung dann auf 1,76 Kiloparsec bestimmt werden; der Nebel befindet sich somit auf der Außenseite des Saggitarius-Carina-Arms der Milchstraße.

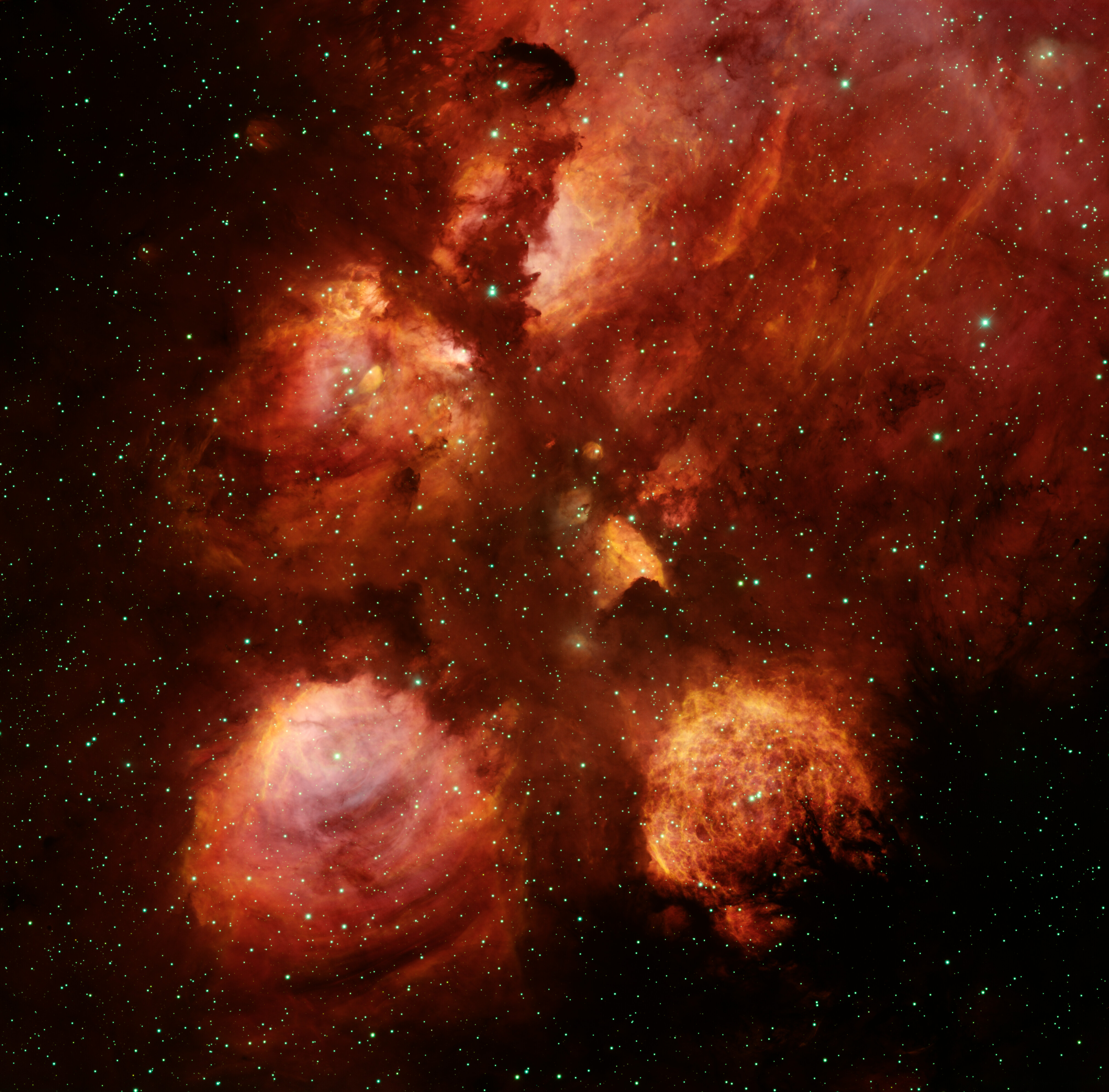
Aufnahme mittels Linienfilter des Víctor M. Blanco Telescope, für Emissionen der angeregten Gase OIII (türkis), SII (grün) und Hα (rot)
Detaillierte Infrarotaufnahme mittels des 4 Meter durchmessenden Teleskops VISTA
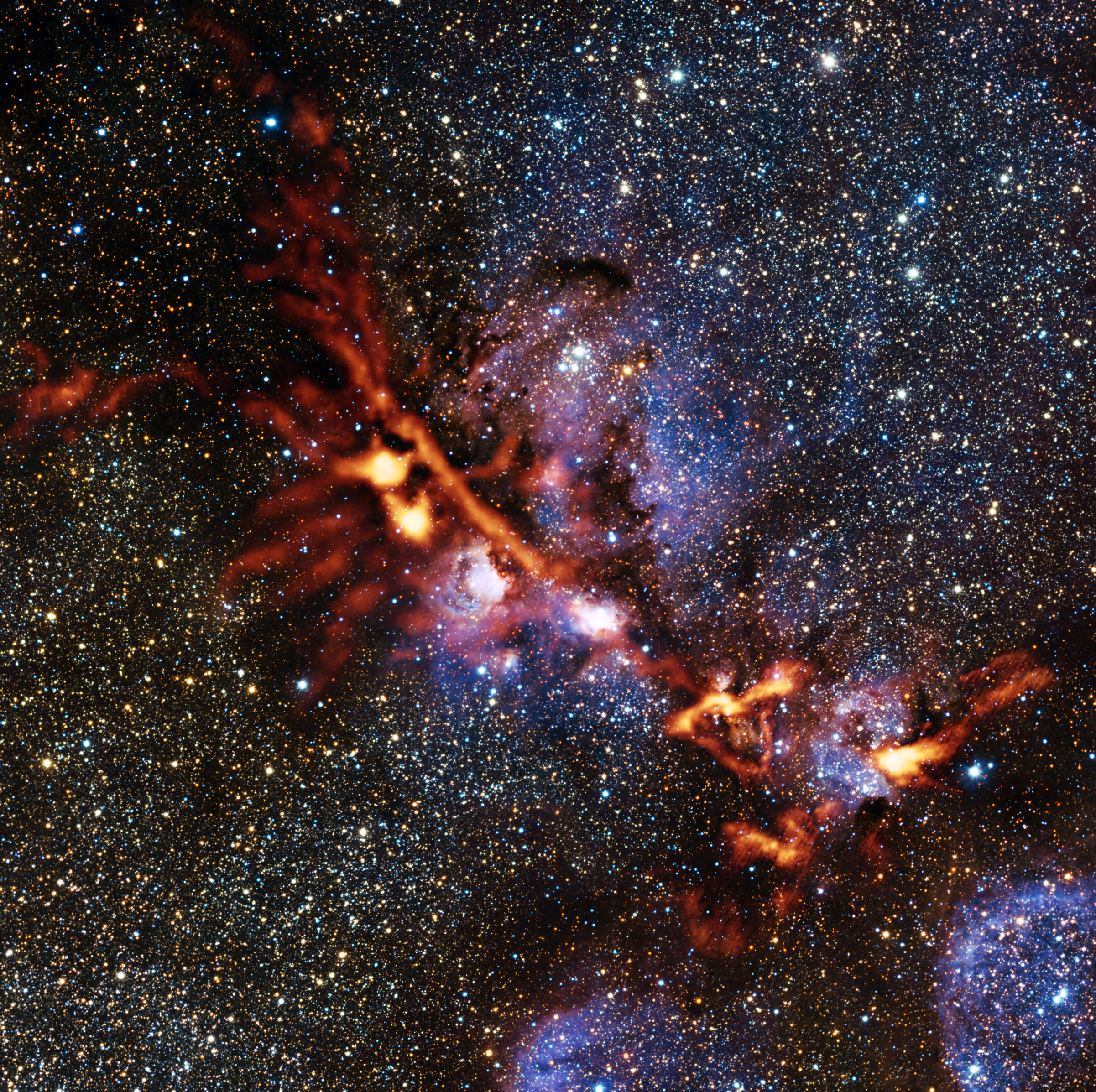
Submillimeterstrahlung der Wellenlänge 350 μm, orange überlagert einem Ausschnitt der VISTA-Aufnahme, erfasst mithilfe des Radioteleskop APEX
Infrarotaufnahme mittels Spitzer-Weltraumteleskop in den Wellenlängen 3,6 µm (blau), 4,5 µm (türkis), 8 µm (grün) und 24 µm (rot)
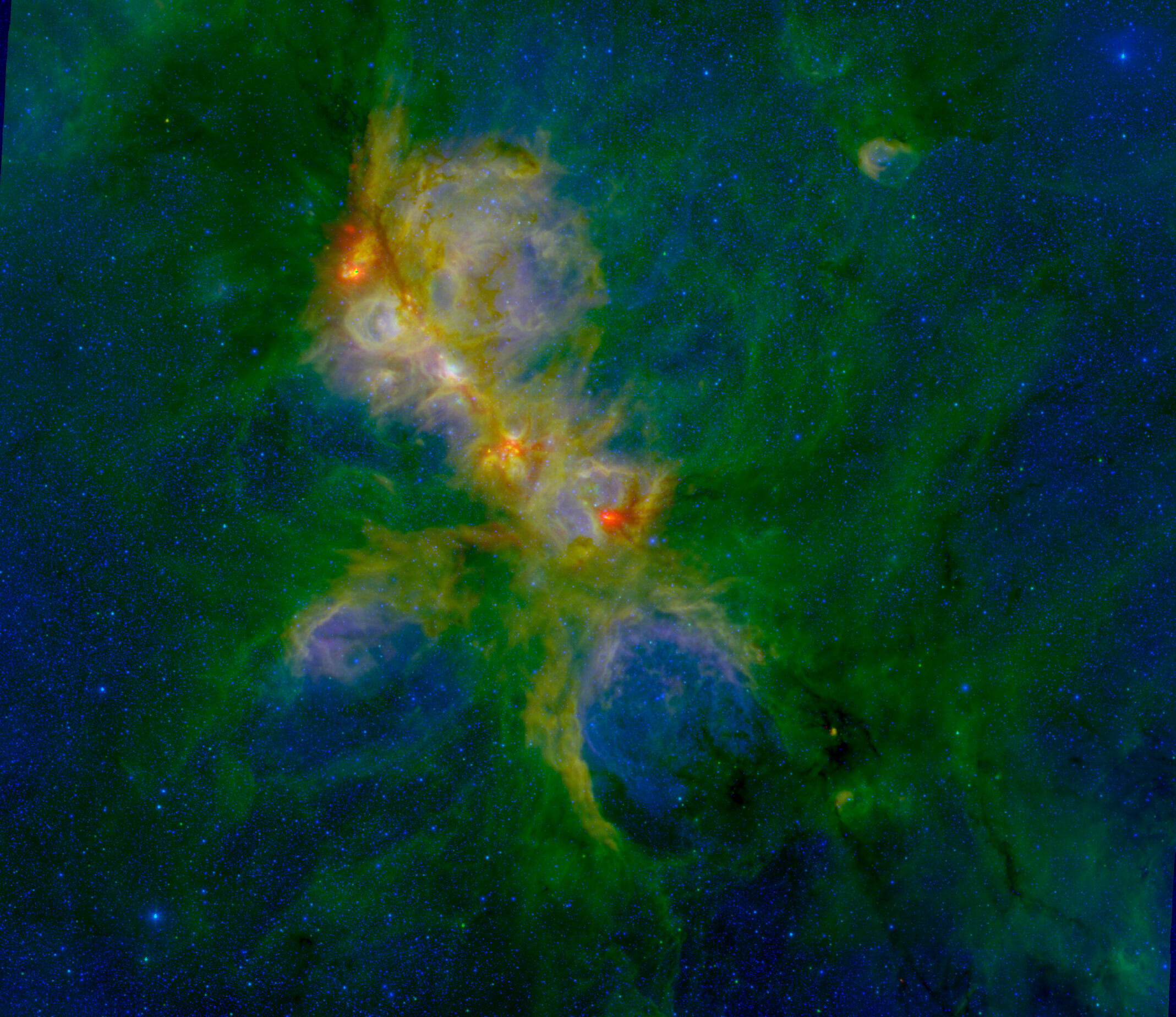
Überlagerung von Infrarotaufnahmen der Wellenlängen 1 μm (blau, Víctor M. Blanco Telescope), 8 μm (grün, Spitzer-Weltraumteleskop) und 70 μm (rot, Herschel-Weltraumteleskop)
Studie im nahen Infrarot mithilfe des James Webb-Weltraumteleskops